# احمد بن اسماعیل
احمد بن اسماعیل (عربی: أحمد بن إسماعيل بن علي الهاشمي) فرمانروای مصر، حاکم موصل، حاکم مکه و حاکم یمن در دوران خلافت عباسی بود.